# Sierra de los Cuchumatanes
La Sierra de los Cuchumatanes est une formation montagneuse de l'ouest du Guatemala qui s'étend dans les départements de Huehuetenango et du Quiché.
Elle se situe au nord de la Sierra Madre de Chiapas. Son point culminant est La Torre qui culmine à 3 828 m d'altitude.